# جيمس بالدوين
جيمس آرثر بالدوين (2 أغسطس 1924 – 1 ديسمبر 1987)، هو روائي أمريكي، وكاتب مسرحي وشاعر وناشط في مجال الحقوق المدنية. صدرت أول رواية له في عام 1953. وعرف بمواقفه المناهضة للتمييز العنصري والجنسي والتفاوت الطبقي، وتناولت أعماله هذه القضايا في منتصف القرن العشرين في الولايات المتحدة الأمريكية. امتازت رواياته بالأسلوب الشخصي، الذي يعرض فيه أسئلة حول الهوية، بالإضافة إلى الطريقة التي تتناول فيها الضغوط الاجتماعية والنفسية المتعلقة بكونها أسوداً ومائلاً إلى المثلية الجنسية، وذلك قبل أن تتحسن الأوضاع الاجتماعية والسياسة والثقافية لهذه الأقليات في الولايات المتحدة. 

## جيمس بالدوين

### التعليم
واجه بالدوين أثناء نشأته في هارلم العديد من العقبات، وكان تعليمه واحداً منها، حيث قال «بالطبع كنت على علم بأني أسود البشرة، ولكني كنت أعلم أيضاً أنني ذكي، ولكن لم أكن أعرف كيف أستخدم عقلي أو حتى لو كنت أستطيع استخدامه، ولكنه كان الشيء الوحيد الذي يجب عليّ استخدامه». حضر بالدوين مدرسة «P.S. 24 في شارع 128» بين فيفث وماديسون أفينيوز في هارلم هناك حيث كتب أغنية المدرسة التي تم استخدامها حتى أغلقت المدرسة.

ورد في «مذكرات ابن محلي» أنه كتب مسرحية عندما كان عمره عشر سنوات ونصف، وقامت إحدى المعلمات آنذاك بإخراجها، وعرضت عليه لاحقاً بعد أن رأت موهبته وإمكاناته أن تصطحبه إلى مسرحيات «حقيقية»، ولكن هذا الأمر تسبب بردة فعل عنيفة من زوجة الأب بالدوين كون المعلمة بيضاء البشرة، وفي نهاية المطاف اقتنعت والدة بالدوين التي قالت «لن يكون من اللطيف السماح لهذه المرأة الطيبة بالقيام بالرحلة من أجل لا شيء». لاحظ بالدوين عندما جاءت معلمته لأخذه أن زوج والدته كان ممتلئاً بالاشمئزاز. وأدرك بالدوين لاحقاً أن هذا اللقاء كان وضعاً «غير مسبوق ومخيف» بالنسبة لوالديه حيث كتب في مذكراته:
كان من الواضح خلال المقابلة القصيرة التي حدثت في غرفة معيشتنا أن والدي كان يبدو موافقاً رغم أن رغبته كانت عكس ذلك، وأنه كان سيرفض الإذن لو تجرأ، كانت حقيقة أنه لم يتجرأ تجعلني أحتقره: لم يكن لديّ أدنى فكرة أنه واجه في غرفة المعيشة موقفاً مخيفاً لم يحدث من قبل.
أمضى سنوات الدراسة المتوسطة في فريدريك دوغلاس جونيور هاي حيث تأثر بالشاعر كونتي كولين (وهو شخصية بارزة في عصر نهضة هارلم)، وشجعه معلم الرياضيات في المدرسة ليصبح رئيس تحرير صحيفة المدرسة، ذا دوغلاس بايلوت. يقدم بالدوين في «ملاحظات عن ابن محلي» نصيحة لجيمس الصغير «لا تاخذ نصيحة من أحد، بما في ذلك نصيحتي، ثق بتجربتك فقط».
ذهب بالدوين بعد ذلك إلى مدرسة ديويت كلينتون الثانوية في قسم بيدفورد بارك في برونكس، وعمل هناك جنبا إلى جنب مع ريتشارد أفيدون في مجلة المدرسة كمحرر أدبي لكنه لم يكن مرتاحاً في المدرسة بسبب الإهانات العنصرية المستمرة التي تلقاها.

### الدين
اتبع بالدوين خلال سنوات مراهقته زوج والدته بشكل أعمى في الحياة الدينية. ولكنه كان مستاء من الكاهن حيث كان يعتبره منافق وعنصري وغادر الكنيسة في النهاية لأن والده كان يريد منه أن يصبح واعظاً. أدت به صعوبات حياته بما في ذلك إساءة معاملة زوج والدته له للبحث عن العزاء في الدين، ففي سن ال 14 حضر اجتماعات الكنيسة الخمسينية وخلال أحد اجتماعات الصلاة، تحول وأصبح كاهن جديد. وخلال وقت قصير قضاه في جمعية فايرسايد، كان يجذب حشوداً أكثر مما فعل زوج أمه. ومع ذلك عندما بلغ السابعة عشر من عمره نظر بالدوين إلى المسيحية على أنها مبنية على أسس خاطئة واعتبر لاحقاً أن ما قام به على المنابر لم يكن إلا وسيلة للتغلب على أزماته الشخصية.
زار بالدوين إيليا محمد في أحد الأيام، زعيم أمة الإسلام، وعندما استفسر عن معتقدات بالدوين الدينية. أجابه: «لقد غادرت الكنيسة منذ 20 عاماً ولم انضم إلى أي شيء منذ ذلك الحين.» فسأل إيليا «والآن؟» فأوضح بالدوين «الآن؟ لا شيء. أنا كاتب. أحب فعل الأشياء بمفردي»، ومع ذلك فإن تجربته في الكنيسة كانت قد كوّنت نظرته إلى العالم وكتابته. يقول بالدوين أن «التواجد في المنبر كان مثل العمل في المسرح؛ لقد كنت وراء الكواليس وأعرف كيف يعمل الوهم».
اتهم بالدوين المسيحية بتعزيز نظام العبودية الأمريكي عن طريق التخفيف من آلام القمع وتأخير الخلاص حتى الآخرة. ولكنه أيضاً أشاد بالدين من وجهة نظر أخرى، وذلك لإعطائه الدافع لبعض السود الأميركيين في تحدي الاضطهاد. لقد كتب في إحدى المرات «إذا كان هناك أي فائدة لمفهوم الله، فهي جعلنا أكبر وأكثر حرية، فإن لم يكن قادراً على ذلك، سيكون قد حان وقت التخلص منه» هو بذات نفسه ليس متديناً. سجل له غناء «رب ثمين، خذ يدي»، وتم تشغيل «الكابيلا» في جنازته.

### قرية الأمنية الخضراء
عندما بلغ بالدوين سن 15 عاماً، تغيّب رفيقه في المدرسة الثانوية إميل كابويا عن المدرسة يوماً ما، حيث التقى بالرسام بوفورد ديلاني في قرية غرينيتش، وأعطى كابويا عنوان ديلاني لبالدوين واقترح أن يقوم بزيارته. بعد ذلك، زار بالدوين والذي كان يعمل في ذلك الوقت بعد المدرسة في متجر لبيع الملابس في شارع القناة القريب ديلاني في 181 شارع جرين. وأصبح ديلاني بعد ذلك مرشداً لبالدوين وأثر عليه كثيراً، عندها فقط، أصبح بالدوين يعتقد أن الشخص الأسود يمكن أن يكون فناناً.
كتب بالدوين أثناء عمله في بعض الوظائف الغريبة قصصاً قصيرة ومقالات ومراجعات لبعض الكتب، بعضها جمع لاحقاً في مجلد «ملاحظات ابن محلي» (1955). كان صديقاً للممثل مارلون براندو في عام 1944 وكان الاثنان زملاء في الغرفة لبعض الوقت وظلوا أصدقاء لأكثر من عشرين سنة.

## الهجرة
بدأ بالدوين بإدراك أنه مثلي جنسياً عندما كان في سن المراهقة. وفي عام 1948 في نيوجيرسي دخل إلى أحد المطاعم، وعلم أنه سيحرم من الخدمة بسبب المظهر العنصري للمطعم. وعندما أوضحت النادلة أنهم لا يخدمون الأمريكيين من أصل أفريقي في هذا المطعم، ألقى بالدوين كوباً من الماء عليها مما أدى إلى تحطيم المرآة خلف البار. ثم غادر الولايات المتحدة في سن الرابعة والعشرين بخيبة أمل من التحامل الأمريكي ضد السود، واستقر بعدها في باريس. حيث أراد أن ينأى بنفسه عن التحامل الأمريكي وأن يرى نفسه وكتاباته خارج سياق أنه أمريكي من أصل أفريقي.
لم يرغب بالدوين في أن يُقرأ فقط لأنه «مجرد زنجي؛ أو مجرد كاتب زنجي». وكان يأمل أيضاً في أن يتصالح مع مثليته الجنسية ويهرب من اليأس الذي يعيشه الكثير من الشباب الأميركيين من أصول إفريقية. وسرعان ما شارك في باريس في الضفة اليسرى للتطرف الثقافي. حيث بدأ بنشر أعماله في مختارات أدبية، لا سيما كتاب «صفر» الذي حرره صديقه والذي نشر بالفعل من قبل ريتشارد رايت.
أمضى بالدوين معظم حياته اللاحقة في فرنسا، كما قضى بعض الوقت في سويسرا وتركيا. وخلال حياته وكذلك بعد وفاته، لم يُنظر إلى بالدوين ككاتب أميركي من أصل إفريقي مؤثر فحسب، بل وأيضاً ككاتب مهاجر مؤثر، لا سيما بسبب خبراته العديدة خارج الولايات المتحدة وتأثير هذه التجارب على حياته وكتاباته.

## سان بول دي فينس
استقر بالدوين في عام 1970 في سان بول دو فينس في جنوب فرنسا في منزل بروفنسال قديم أسفل أسوار القرية الشهيرة. وكان منزله مفتوحاً دائماً لأصدقائه الذين زاروه كثيراً أثناء رحلاتهم إلى الريفيرا الفرنسية، جعل الرسام الأمريكي بوفورد ديلاني منزل بالدوين في سان بول دو فينس منزله الثاني، وغالباً ما نصب حامل اللوحات الخاص به في حديقة المنزل. رسم دلاني عدة صور ملونة لبالدوين. «نال» أيضا أصبح صديقاً لبالدوين خلال هذا الوقت. الممثلان هاري بيلافونتي وسيدني بويتير كانا أيضاً من الضيوف المنتظمين في المنزل.

انضم العديد من الأصدقاء الموسيقيين لبالدوين خلال مهرجان "Jazz azz Juan" ومهرجان الجاز الجميل. كانت نينا سيمون جوزفين بيكر (التي عاشت أختها في نيس) ومايلز ديفيس وراي تشارلز الذي كتب له عدة أغانٍ من ضمن الفنانين الذين شاركوه المهرجانات. كتب مايلز ديفيس في سيرته الذاتية:
كنت أقرأ كتبه وأحب وأحترم ما يقوله، ثم عندما تعرفت عليه بشكل أفضل انفتحت أنا وجيمي مع بعضنا البعض وأصبحنا أصدقاء عظيمين. في كل مرة أكون فيها في جنوب فرنسا في أنتيب كنت أقضي يوماً أو يومين في فيلته في سان بول دي فونس. لقد شعرنا بالراحة في هذا المنزل الكبير الجميل وكان يخبرنا بكل أنواع القصص... لقد كان رجلاً رائعاً.
تعلم بالدوين التحدث باللغة الفرنسية بطلاقة وطور صداقات مع الممثل الفرنسي إيف مونتاند والكاتب الفرنسي مارجريت يورسينار الذي ترجم مسرحية بالدوين «ذا ايمين كورنر». وكانت سنواته في سان بول دي فينس سنوات حافلة بالعمل. كان يجلس أمام آلة كاتبة متينة، حيث كانت أيامه مخصصة للكتابة وللرد على الكم الهائل من الرسائل التي تصله من جميع أنحاء العالم، وكتب العديد من أعماله الأخيرة في منزله في سان بول دي فينس، بما في ذلك «مجرد فوق رأسي» في عام 1979 و«أدلة على الأشياء التي لم تظهر» في عام 1985. كما كتب كتابه الشهير «رسالة مفتوحة لأختي أنجيلا ي. ديفيس» في نوفمبر 1970 في منزله في سان بول دي فينس.

## حياته
ولد جيمس بحي هارليم في نيويورك عام 1924. وهو حي فقير يسكنه الأمريكيون السود، وكان يوصف بأنه مرتع للجريمة وتجارة المخدرات. حينما كان بالدوين رضيعاً انتقلت أمه، إيما جوينس، إلى هارليم في مدينة نيويورك حيث تزوجت من قسيس يدعى ديفيد بالدوين، حيث قام بتبني الطفل جيمس. وكانت العائلة الصغيرة تعيش في ظرف اقتصادي صعب وكانت العلاقة بين جيمس ووالده بالتبني مليئة بالخلاف والنزاع. والتحق جيمس بمدرسة معروفة وهي مدرسة ديويت كلينتون، وعمل في مجلة المدرسة مع ريتشارد أفيدون. والتحق وهو الرابعة عشرة من عمره بكنيسة بينتيكوستال، وأصبح قسيساً فيها.
ترك بالدوين الكنيسة وابتعد عن التدين عندما بلغ سن السابعة عشرة، وانتقل إلى أحد ضواحي نيويورك وهي قرية جرينيتش، التي كانت مشهورة حينها بكونها مقراً لكثير من الفنانين والكتاب. وبدأ يكتب قصصاً صغيرة ومقالات أثناء عمله في بعض الأشغال البسيطة، وتم جمع هذه المقالات والقصص الصغيرة لاحقاً في كتاب أطلق عليه اسم Notes Of a Native Son.
وبدأ بالدوين في هذه الفترة من حياته بإدراك جانب المثلية الجنسية في تكوينه الجنسي، وقرر في العام 1948 أن يهاجر إلى باريس بعد أن شعر بالتمييز الذي يمارس ضد السود والمثليين الجنسيين في الولايات المتحدة. وأمضى بالدوين فترة طويلة وهو مغترب في فرنسا، كما مكث في تركيا في فترات متفرقة في الستينيات من القرن العشرين.
توفي بالدوين في 30 تشرين الثاني عام 1987 بعد إصابته بسرطان المعدة، وقد دفن قرب مدينة نيويورك في مقبرة فيرنكليف.

## علاقاته ومنبع إلهامه
أحد أهم روافد الدعم التي شعر بها بالدوين كانت من الكاتب الأمريكي الأسود ريتشارد رايت والذي كان يصفه بالدوين بأنه «أعظم كاتب أسود في العالم». وقد كانت تربط الكاتبين علاقة صداقة وثيقة لفترة قصيرة، وقد كان لرايت فضل على صديقه في حصوله على جائزة يوجين ساكسون التذكارية. وانتهت العلاقة بين الكاتبين حين كتب بالدوين مقالة تشير إلى أن رواية ريتشارد رايت ابن البلد تفتقر إلى الشخصيات الواقعية والعمق السيكولوجي. ولكنه أقر في مقابلة صحفية إلى أنه ما زال يكن الاحنرام لرايت وقال: «أنا أعرف ريتشارد وأحببته، ولم أقصد أن أهاجمه بقدر ما كنت أحاول أن أوضح إشكالية في نفسي».
وقد كان للرسام الأمريكي الأسود بويفورد ديلاني أثر واضح كذلك على بالدوين، فقد وصفه بالدوين في إحدى رواياته (ثمن التذكرة) بأنه «الدليل الحي الأول على أنه من الممكن أن يكون الرجل الأسود فناناً.»
وقد كان بالدوين صديقاً مقرباً للمغنية والفنانة والناشطة الحقوقية نينا سيمون. وقد كان له أثر كبير عليها هو ولانجستون هيوز ولورين هانزبيري في القضايا المتعلقة بالحقوق المدنية والجهود المنظمة التي كانت تتبلور حينها لمحاربة التمييز العنصري.

## أعماله
- Go tell it on the Mountain
- Amen Corner
- Notes Of a Native Son
- Going to meet the Man
- The First Next Time
- The Devil Finds Work
- The Price of the Ticket
- No Name in the Street

وغيرها من الأعمال والمقالات.

## أعماله المترجمة إلى العربية
- النار في المرة القادمة، (ترجمة: أماني لازار)، دار ترياق، 2021
- أعلنوا مولده فوق الجبل، (ترجمة: هاني حلمي حنفي)، كلمات للنشر والتوزيع، 2018
- غرفة جيوفاني، (ترجمة: فيء ناصر)، كلمات للنشر والتوزيع، 2018
- لو كان لشارع بيل أن يتكلم ، (ترجمة: رفيدا الخباز)، كلمات للنشر والتوزيع، 2018
- أقاصيص من الأساطير اليونانية، (ترجمة : جميل منصور)، دار العراب ودار نور للدراسات والنشر والترجمة، دمشق، 2011

## روابط خارجية
- جيمس بالدوين على موقع IMDb (الإنجليزية)
- جيمس بالدوين على موقع الموسوعة البريطانية (الإنجليزية)
- جيمس بالدوين على موقع مونزينجر (الألمانية)
- جيمس بالدوين على موقع ألو سيني (الفرنسية)
- جيمس بالدوين على موقع ميوزك برينز (الإنجليزية)
- جيمس بالدوين على موقع أول موفي (الإنجليزية)
- جيمس بالدوين على موقع قاعدة بيانات برودواي على الإنترنت (الإنجليزية)
- جيمس بالدوين على موقع إن إن دي بي (الإنجليزية)
- جيمس بالدوين على موقع أول ميوزيك (الإنجليزية)
- جيمس بالدوين على موقع ديسكوغز (الإنجليزية)